# فيدا داتون سكودر
جوليا فيدا داتون سكودر، (بالانجليزية: Julia Vida Dutton Scudder) (1861-1954)، مُدرّسة وكاتبة وناشطة اجتماعية أمريكية في حركة الإنجيل الاجتماعي.

## عملها الأكاديمي ونشاطها الاجتماعي
عملت سكودر في تدريس الأدب الإنجليزي منذ عام 1887 في كلية ويليسلي إلى أن أصبحت أستاذة مشاركة في عام 1892 ثم أستاذة بدوام كامل في عام 1910.
تُعد سكودر واحدة من مؤسّسات جمعية مستوطنات الكلية في عام 1887، إلى جانب كل من هيلينا دادلي وكاثرين كومان وكاثرين لي بيتس ونساء أخريات. شاركت مع إميلي جرين بالش أيضًا في إنشاء مشروع مقر المستوطنات الثالث لوكالة الفضاء الكندية، دينيسون هاوس في بوسطن. تقلدت سكودر منصب المدير العام للمشروع من عام 1893 حتى عام 1913.
عندما توفيت كلارا فرينش في عام 1888، انضمت سكودر إلى جمعية رفقاء الصليب المقدس، وهي مجموعة من النساء الأسقفيات المكرسات أنفسهن لأداء الصلوات والمصالحة الاجتماعية. أيضًا في عام 1888، انضمت سكودر إلى جمعية الاشتراكيين المسيحيين التي أسست فيما بعد كنيسة النجار في بوسطن ونشرت ذا داون، تحت قيادة ويليام دوايت بورتر بليس.
في عام 1893، عملت سكودر كمندوب في مؤتمر اتحاد العمال المركزي في بوسطن. ثم في وقت لاحق، ساعدت في تنظيم اتحاد العمال الفيدرالي، وهو مجموعة من الأشخاص المهنيين الذين ربطوا أنفسهم باتحاد العمل الأمريكي.
بعد حصولها على إجازة من ويليسلي للفترة ما بين 1894-1896، أمضت سكودر عامًا في كل من إيطاليا وفرنسا حيث درست الأدب الإيطالي والفرنسي المعاصرين.
في عام 1903، ساعدت سكودر في تنظيم رابطة النقابات النسائية. وفي نفس العام، تقلدت منصب المدير العام للنادي الإيطالي الأمريكي في دينيسون هاوس.
مع انتقالها إلى حزب اليسار في عام 1911، شاركت سكودر في تأسيس الرابطة الاشتراكية للكنيسة الأسقفية، ثم انضمت إلى الحزب الاشتراكي الأمريكي. سعت سكودر إلى التوفيق بين المذاهب المتضاربة للماركسية والمسيحية على حدّ سواء. أثار نشاطها بعض الجدل في عام 1912 بعد أن صرّحت بدعمها للإضراب الذي نظمه عمال النسيج في لورانس، ماساتشوستس، وتحدثت في اجتماع خاص له، لكن إدارة كلية ويليسلي حاربت جميع الدعوات لفصلها من العمل كأستاذة. أعلنت سكودر في خطابها الشهير:
إني أفضل ألا أرتدي مرة أخرى خيطًا من الصوف على أن أعرف أن ملابسي هذه قد نُسجت على حساب مثل كل هذا البؤس الذي رأيته وجعلني أقطع الشك باليقين حول أمور هذه المدينة.... في حال كان من الضروري أن تكون الأجور أقل من المعيار القياسي للحفاظ على صحة وعافية الموظفين من النساء والرجال، فلا يوجد أي حق يسمح بقيام صناعة الصوف في مدينة ماساتشوستس.
في عام 1913، أنهت سكودر عملها مع دينيسون هاوس وانتقلت إلى ويليسلي، ماساتشوستس، برفقة والدتها المسنة التي توفيت لاحقًا في عام 1920.
على عكس يوجين فيكتور ديبس والقادة الاشتراكيين الآخرين، أيدت سكودر قرار الرئيس وودرو ويلسون بالتدخل في الحرب العالمية الأولى في عام 1917. ثم في عام 1919، أسست سكودر الرابطة الكنسية لصالح الديمقراطية الصناعية.
من عام 1919 حتى وفاتها، عاشت سكودر مع فلورنسا كونفيرز. في ويليسلي، أقام الاثنتان في شقة في طريق لايتون 45. لاحقًا عاشت مع هيلينا دادلي، وهي إحدى صديقاتها المقربات، من عام 1922 حتى وفاة دادلي في عام 1932.
في عشرينيات القرن العشرين، اعتنقت سكودر مبدأ السلامية. انضمت إلى زمالة المصالحة في عام 1923، وهو نفس العام الذي ألقت فيه سلسلة من المحاضرات أمام الرابطة النسائية الدولية للسلام والحرية في براغ.